# صديق زهي
صديق زهي (بالفارسية: صدیق‌زهی) هي منطقة سكنية تقع في منطقة بولان في إيران. يقدر عدد سكانها بـ 1,632 نسمة .